# Limenitis enope
Limenitis enope är en fjärilsart som beskrevs av Hall 1938. Limenitis enope ingår i släktet Limenitis och familjen praktfjärilar. Inga underarter finns listade i Catalogue of Life.